# Kurt Eberhard (Psychologe)
Kurt Eberhard (* 20. März 1938 in Rostock; † 9. Dezember 2008 in Berlin) war ein deutscher Professor, Psychologe, Psychotherapeut und Sozialwissenschaftler.

## Leben
Kurt Eberhard wuchs im mecklenburgischen Dorf Lalchow und in Rostock auf und verließ 1952 die DDR und seine Familie. Er kam in Westberlin bei Pflegefamilien und in einem Kinderheim unter und legte das Abitur ab.
Eberhard studierte Jura, Philosophie, Psychologie und Sozialpädagogik in Berlin und Hamburg und absolvierte Fortbildungen in Tiefenpsychologie, Psychoanalyse und Verhaltenstherapie. Während seines Studiums wurde er Mitglied der Burschenschaft Rugia zu Berlin. Als Student war er gegen die DDR unter anderem als Fluchthelfer aktiv. Auch wollte er mit seinem damaligen Bundesbruder Dieter Hallervorden den DDR-Chef Walter Ulbricht erschießen, aber über die Vorbereitungsphase ging diese Aktion nicht hinaus.
Von 1965 bis 1971 arbeitete er als Klinischer Psychologe unter der Leitung des Psychiaters Klaus Hartmann in der psychiatrisch-psychologischen Abteilung des Hans-Zulliger-Hauses in Berlin. Eberhard war von 1971 bis 1973 Direktor der Alice-Salomon-Fachhochschule und als Professor für Sozialisation und Empirische Sozialforschung an dieser tätig. Seit 1971 war er als Dozent an der Berliner Akademie für Psychotherapie (BAP) im Bereich der Aus- und Weiterbildung von Psychologen tätig. Ab 1974 wirkte er nebenberuflich auch als Psychotherapeut, zwar weder als Arzt noch als Psychoanalytiker, sondern tiefenpsychologisch mit integrativem Konzept. Besonders kümmerte er sich dabei um traumatisierte Kinder und Jugendliche. Seit 1993 war er Dozent und Lehrtherapeut im Weiterbildungsstudiengang zum Psychotherapeuten des Bundes Deutscher Psychologen (BDP). Er führte Einzel- und Gruppensupervisionen durch.
1975 gründete er mit seiner Frau Gudrun Eberhard die Arbeitsgemeinschaft für Sozialberatung und Psychotherapie in Berlin, um verschiedene psychosoziale Projekte in Gang zu setzen und zu koordinieren. Das wichtigste Projekt der AGSP ist das Therapeutische Programm für Pflegekinder (TPP), das 2002 mit dem Förderpreis der Stiftung zum Wohl des Pflegekindes ausgezeichnet wurde.
Eberhard hatte zwei Töchter aus erster Ehe und eine weitere Tochter.

## Werke
- Die Manifestationsdifferenz – ein Maß für den Voraussagewert einer alternativen Variablen in einer Vierfelder-Tafel (Zeitschrift für experimentelle und angewandte Psychologie 1968)
- Forschungsbericht: Lebensbewährung schwer erziehbarer Minderjähriger (Berlin 1968)
- Merkmalssyndrome der Verwahrlosung (Praxis der Kinderpsychologie 1969)
- Einführung in die Statistik für soziale Berufe (Luchterhand, Neuwied und Berlin 1969)
- Dimensionierung der Verwahrlosung (Praxis der Kinderpsychologie 1969)
- Die Kausalitätsproblematik in der Wissenschaftstheorie und in der sozialen Praxis (Archiv für Wissenschaft und Praxis der sozialen Arbeit, 1973)
- Verwahrlosung und Gesellschaft. Logistische und empirische Prüfung einiger soziologischer Thesen zur Verursachung der Verwahrlosung. (mit Gudrun Kohlmetz, Beiheft zu: Praxis der Kinderpsychologie und Kinderpsychiatrie Nr. 13, Vandenhoeck & Ruprecht, Göttingen 1973)
- Die Intelligenz verwahrloster männlicher Jugendlicher und ihre kriminalprognostische Bedeutung. Eine empirische Untersuchung mit dem Intelligenz-Struktur-Test von Amthauer. (Dissertation, Berlin 1975)
- Einführung in die Erkenntnis- und Wissenschaftstheorie (Kohlhammer, Stuttgart 1999)
- Typologie und Therapie der depressiven Verstimmungen (mit Gudrun Eberhard, Vandenhoeck & Ruprecht, Göttingen 1997)
- Fabeln statt Pillen, Wort & Bild, 1992, 1995 übersetzt ins Russische von Julia Koinowa